# Dasyprocta mexicana
Dasyprocta mexicana és una espècie de mamífer rosegador histricomorf de la família dels dasipròctids. Originàriament era endèmic de Mèxic, però ha estat introduït a Cuba.